# Lowell (Massachusetts)
Lowell ist eine Stadt in Middlesex County im US-Bundesstaat Massachusetts in den USA. Das U.S. Census Bureau hat bei der Volkszählung 2020 eine Einwohnerzahl von 115.554 ermittelt.

## Geschichte
Das Stadtgebiet wurde ursprünglich von Pennacook-Indianern besiedelt.
Im Juni 1792 wurde die Gesellschaft Proprietors of Locks and Canals on Merrimack River, deutsch „Eigentümer der Schleusen und Kanäle am Merrimack River“ mit dem Auftrag gegründet, einen schiffbaren Kanal zur Umgehung der Pawtucket Falls zu bauen. Der Merrimack River fällt bei den Pawtucket Falls auf einer Länge von etwa eineinhalb Kilometern um gut neun Meter ab. Der über eine Meile lange Pawtucket Canal mit seinen vier Schiffsschleusen wurde 1796 fertiggestellt. Der Kanal ermöglichte den Transport von Holz und anderen Gütern von New Hampshire zu den Werften in Newburyport. Doch nur zehn Jahre später war mit der Eröffnung des konkurrierenden Middlesex Canal als direkte Verbindung nach Boston das Geschäft des Pawtucket Canal am Ende.
Im Jahr 1821 erwarb die Boston Manufacturing Company, die Rechte der Proprietors of Locks and Canals und gliederte sie in die neue gegründete Merrimack Manufacturing Company ein. In den frühen 1820er Jahren siedelten sich entlang des Pawtucket Canal Textilfabriken an und der Kanal wurde zu einem wichtigen Bestandteil des Lowell Power Canal Systems, dem Triebwasserkanalsystem von Lowell. Die nach Francis Cabot Lowell, einem Unternehmer aus Boston, benannte Stadt wurde erst 1826 gegründet und umfasste Gebiete entlang des Kanals.
Um 1900 wurde Lowell als amerikanisches Manchester bezeichnet. Im Jahre 1900 produzierte es in 981 Fabriken mit 31.377 Arbeitern Waren im Wert von 44.774.525 US-Dollar, vor allem Baumwollgewebe (8 Fabriken, 13.730 Arbeiter, 17.038.576 US-Dollar), Strumpfwaren (8 Fabriken, 4.165 Arbeiter, 3.148.110 US-Dollar), Wollwaren (5 Fabriken, 1.573 Arbeiter, 3.275.613 US-Dollar), Maschinen und Gusswaren (47 Fabriken, 2.938 Arbeiter, 4.258.047 US-Dollar). In Lowell befand sich auch die Lowell Textile School und ein Lehrerseminar. Die Universität von Lowell, die University of Massachusetts Lowell ging 1975 aus diesen Vorläufern hervor.
Die großen Fabriken schlossen zwischen 1927 und 1932 aufgrund der im Vergleich zu den Südstaaten restriktiveren Arbeitsgesetze, die höhere Lohnkosten zur Folge hatten, was zu einem wirtschaftlichen Niedergang der Stadt führte. In den 1960er Jahren lag die Arbeitslosenquote in Lowell bei 15 %. In den 1980er Jahren kam es zu einem Aufschwung, dem Massachusetts Miracle. So waren die Wang Laboratories von 1972 bis 1992 in Lowell ansässig, gingen dann aber in die Insolvenz. In Lowell befand sich auch der weltweite Hauptsitz von Konarka Technologies, Inc., einem Hersteller von Polymer-Dünnschichtsolarzellen. Das Kernteam von Konarka fand sich im Jahr 2000 auf Initiative der US-Armee zusammen, um Photovoltaikprodukte für Soldaten zu entwickeln. Im Jahr 2001 konnte Konarka als kommerzielles Unternehmen starten und hat seitdem drei Niederlassungen in Europa gegründet. 2012 ging auch dieses Unternehmen in die Insolvenz.
Mitte der 1980er Jahre wurden viele der alten Textilfabriken abgerissen und die verbliebenen zu Wohnhäusern umgebaut. Das Stadtzentrum ist Teil eines National Historical Parks, der die Erinnerung an die Textilfabriken wachhalten soll. Dazu gehört auch ein vollständig eingerichteter Websaal in der ehemaligen Boot Cotton Mill und eine historische Straßenbahn. In Lowell befindet sich auch das National Streetcar Museum.

## Sehenswürdigkeiten

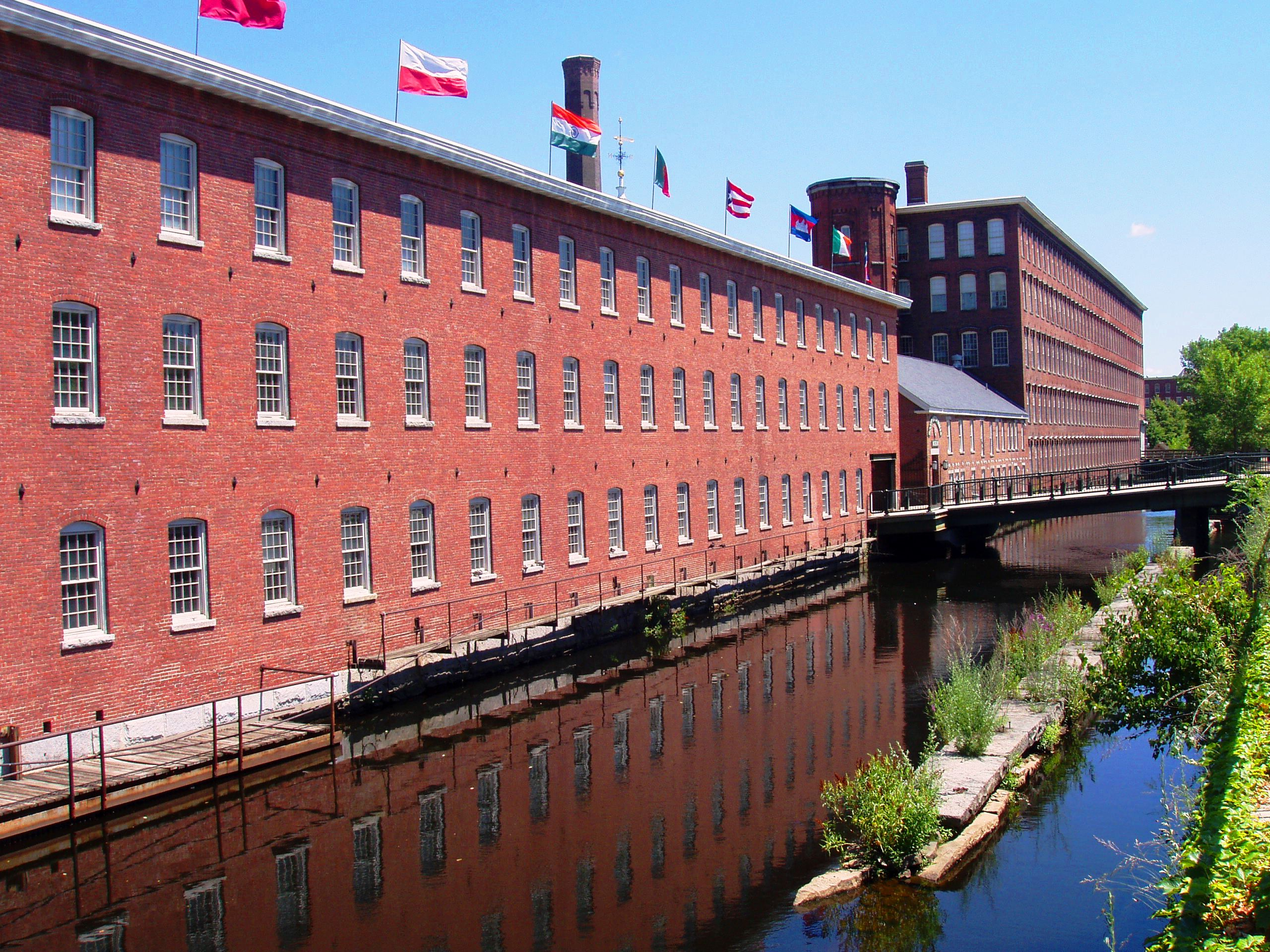
Ehemalige Mühle und heutiges Museum

- Belvidere Hill Historic District, historischer Distrikt aus dem Jahr 1894
- Brush With History Kunstgalerie
- Center for Lowell History, University of Massachusetts Lowell Geschichtsbücherei
- Lowell Folk Festival
- Lowell Memorial Auditorium
- Lowell National Historical Parks
- National Streetcar Museum
- Merrimack Repertory Theatre
- Play by Player’s Theatre Company
- Revolving Museum – Jerry Beck’s Modern Art Museum
- Standing Room Only Players
- Paul E. Tsongas Arena – Arena der Lowell Devils
- Whistler House Museum of Art – Kunstmuseum im Geburtshaus von James MacNeil Whistler
- The American Textile History Museum – Sehr sehenswertes Textilmuseum in einer ehemaligen Textilfabrik
- WUML
- Joseph R. Oulette Memorial Bridge – die längste Linsenträgerbrücke der USA

## Sport
Vom 1. bis 9. April 2006 fanden in Lowell die Curling-Weltmeisterschaften der Herren statt.
Der bekannteste Sportverein der Stadt waren die Lowell Devils (bis 2005/06 Lowell Lock Monsters) aus der (AHL).
Der Baseballclub Lowell Spinners spielt semiprofessionell in der Class A Short Season der Minor League Baseball als ein Farmteam der Boston Red Sox.

## Persönlichkeiten

### Persönlichkeiten mit Bezug zur Stadt
- Elisha Huntington (1795–1865), Politiker; Bürgermeister von Lowell
- Frederic T. Greenhalge (1842–1896), Politiker; Bürgermeister von Lowell
- Juli Makowos (1937–2022), russischer Mathematiker; lehrte er an der University of Massachusetts in Lowell
- Mary Beth Ruskai (1944–2023), mathematische Physikerin; lehrte er an der University of Massachusetts in Lowell

## Rezeption
Die Band Death Cab for Cutie hat einen mit Lowell, MA betitelten Song auf ihrem Album: We Have the Facts and We’re Voting Yes (2000).

## Galerie

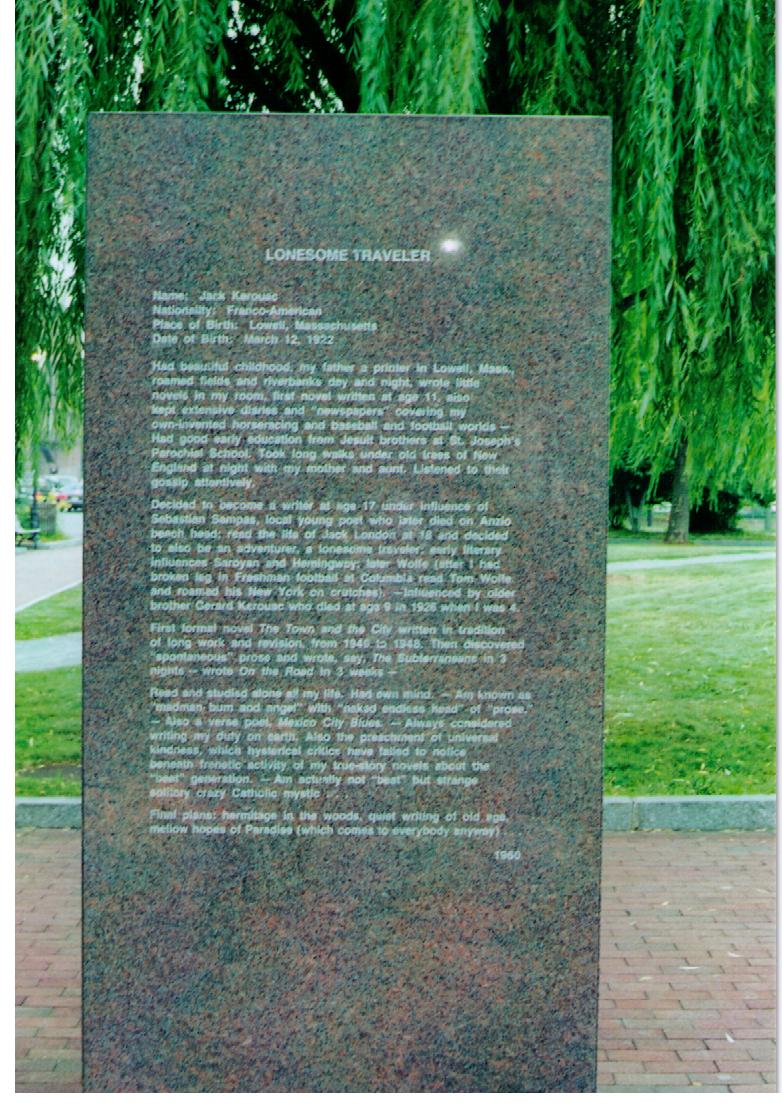
Rückseite des Gedenksteines von Jack Kerouac
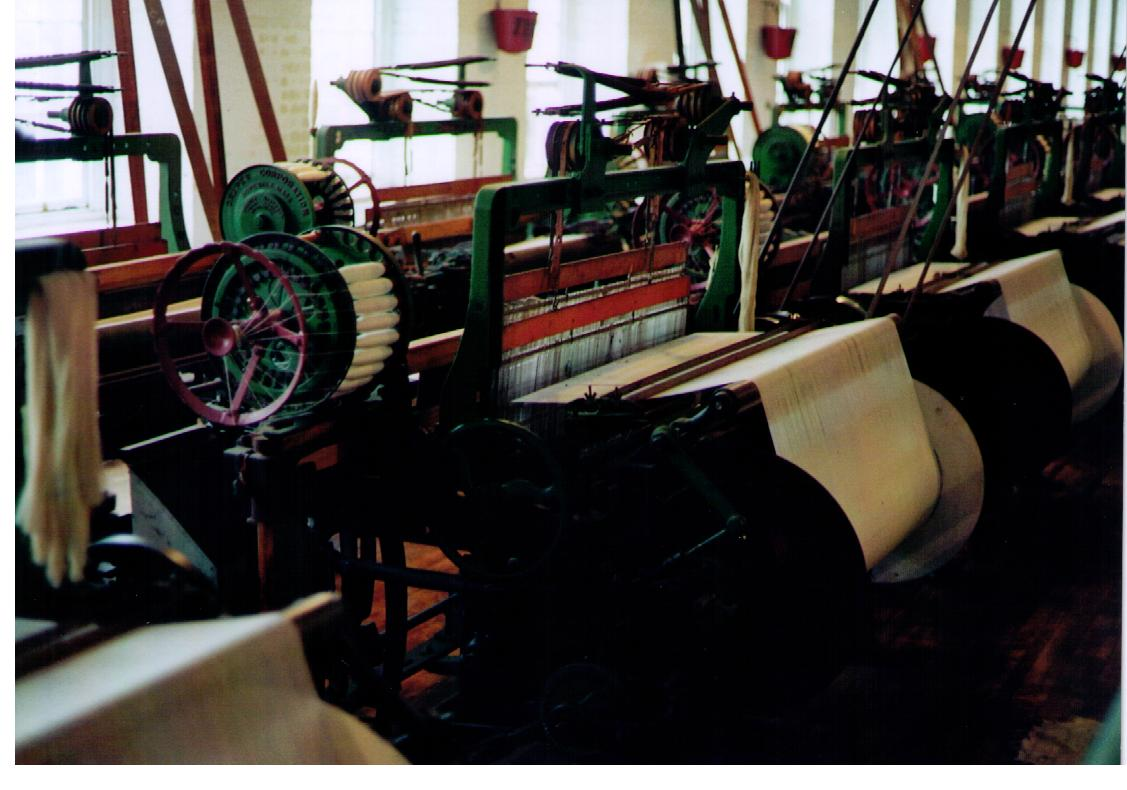
Webstühle im American Textile Museum (Lowell, Mass. USA)
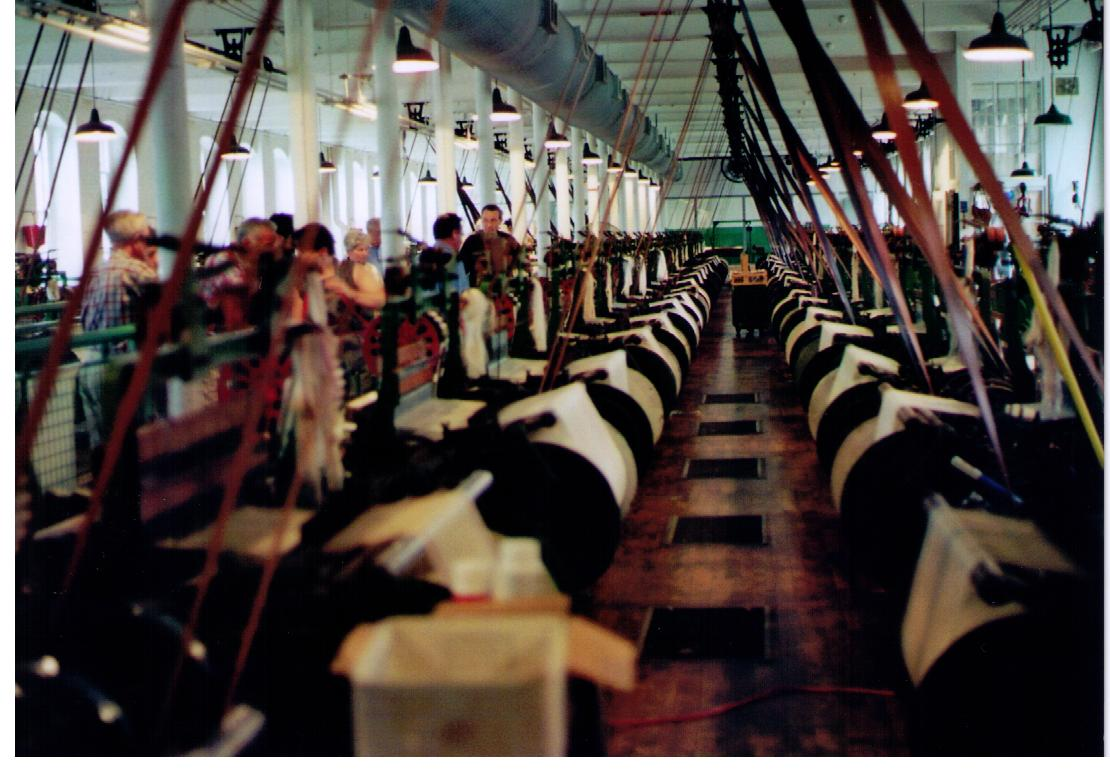
Maschinensaal mit Webstühlen, die von Transmissionen angetrieben werden
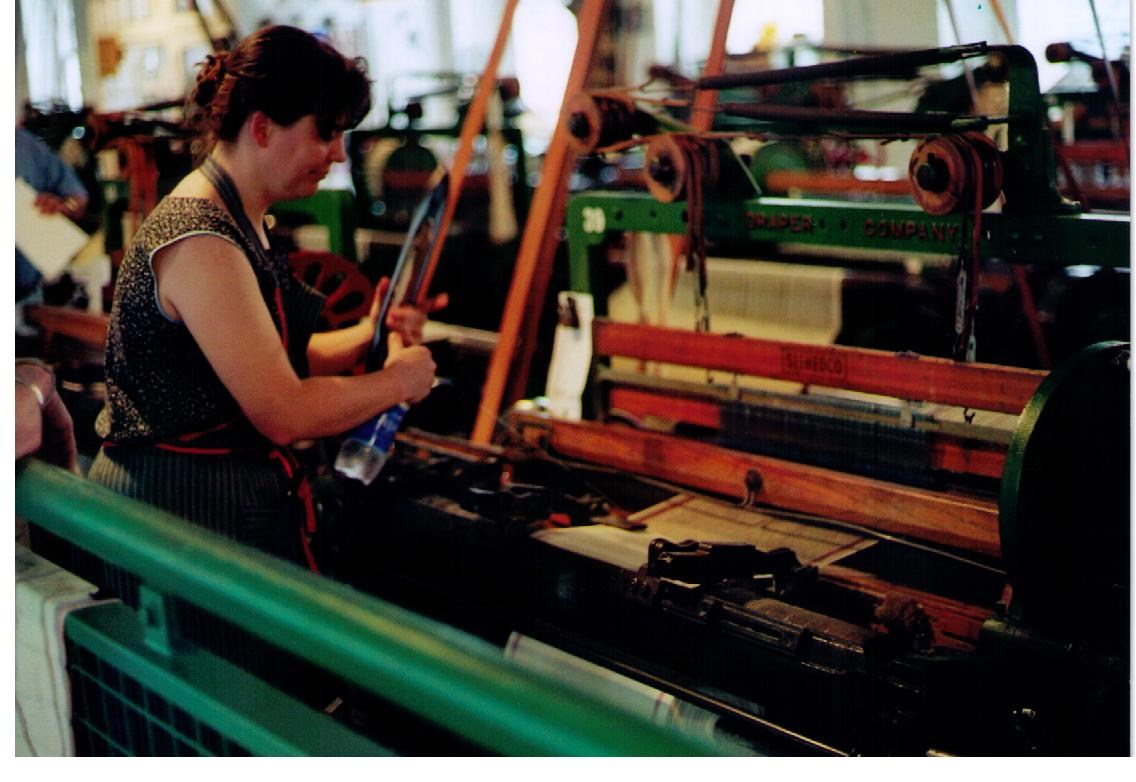
Vorführung der Arbeit an mechanischen Webstühlen